# Брух, Макс Феликс
Макс Феликс Брух (нем. Max Felix Bruch; 1884 — 1943) — немецкий кларнетист. Сын композитора Макса Бруха, получил второе имя в честь Феликса Мендельсона.
Изучал композицию и дирижирование у своего отца в Берлинской высшей школе музыки. Руководил хоровыми коллективами в Гамбурге, выступал как солист. Наиболее известен в связи с тем, что Брух-отец написал для сына Восемь пьес для кларнета, альта и фортепиано Op. 83 (1909) и Концерт для кларнета и альта с оркестром Op. 88 (1911), премьеры обоих произведений Брух-младший и исполнил: Восемь пьес — в 1909 году в Бонне (c Хуго Грютерсом и Йозефом Шварцем), а концерт — дважды: в первой редакции — 5 марта 1912 года в Вильгельмсхафене (с Вилли Хессом), во второй редакции — 3 декабря 1913 года в Берлине (с Вернером Шухом). После смерти отца Брух оставил исполнительскую карьеру и работал в области звукозаписи.